# Славське (Багратіоновський район)
Славське (рос. Славское), до 1946 року — Кройцбург (нім. Kreuzburg) — селище Багратіоновського району, Калінінградської області Росії. Входить до складу Долгоруковського сільського поселення.
Населення — 248 осіб (2015 рік).